# Handbesen

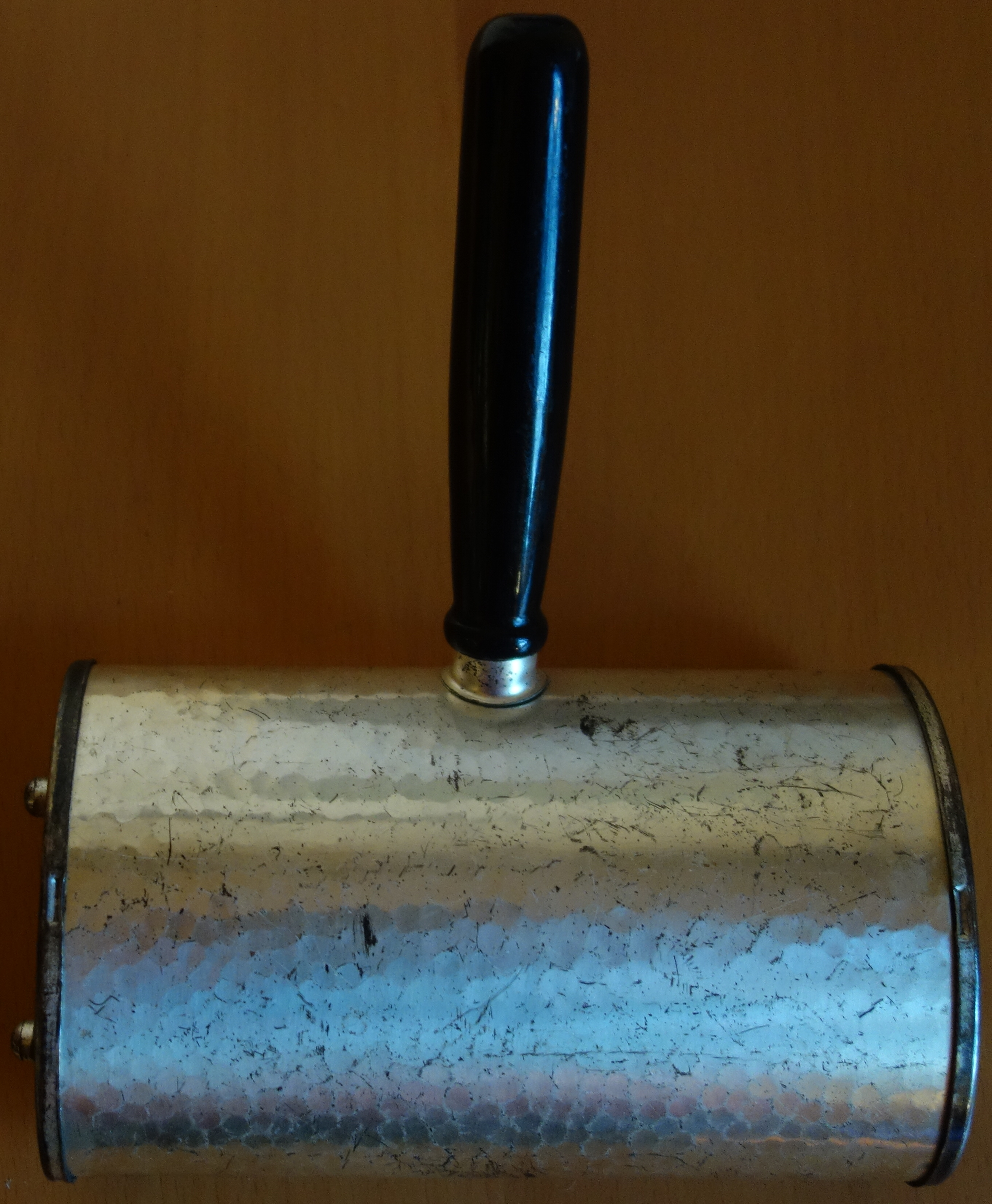
Tischroller (Oberseite)
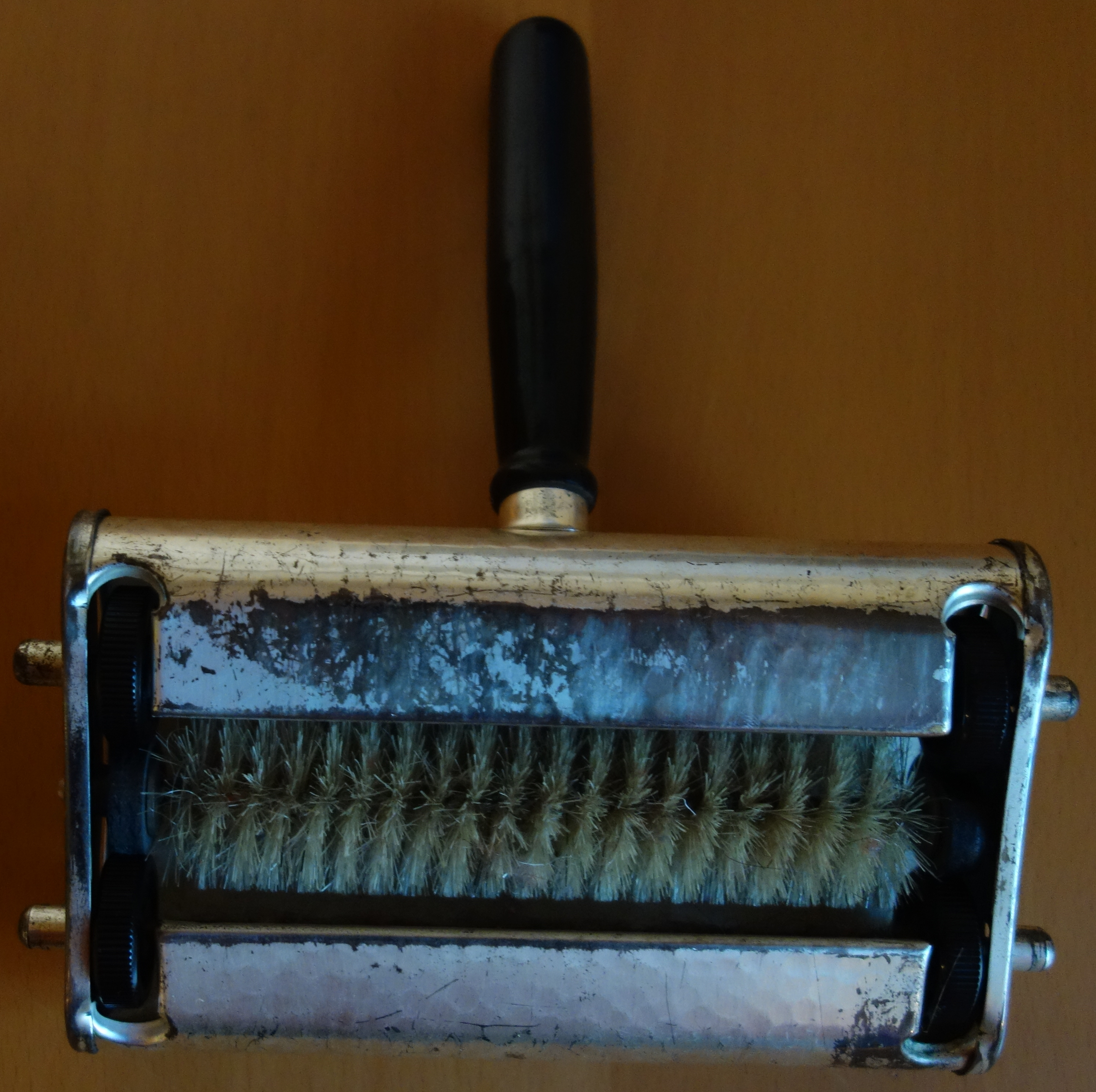
Tischroller (Unterseite)

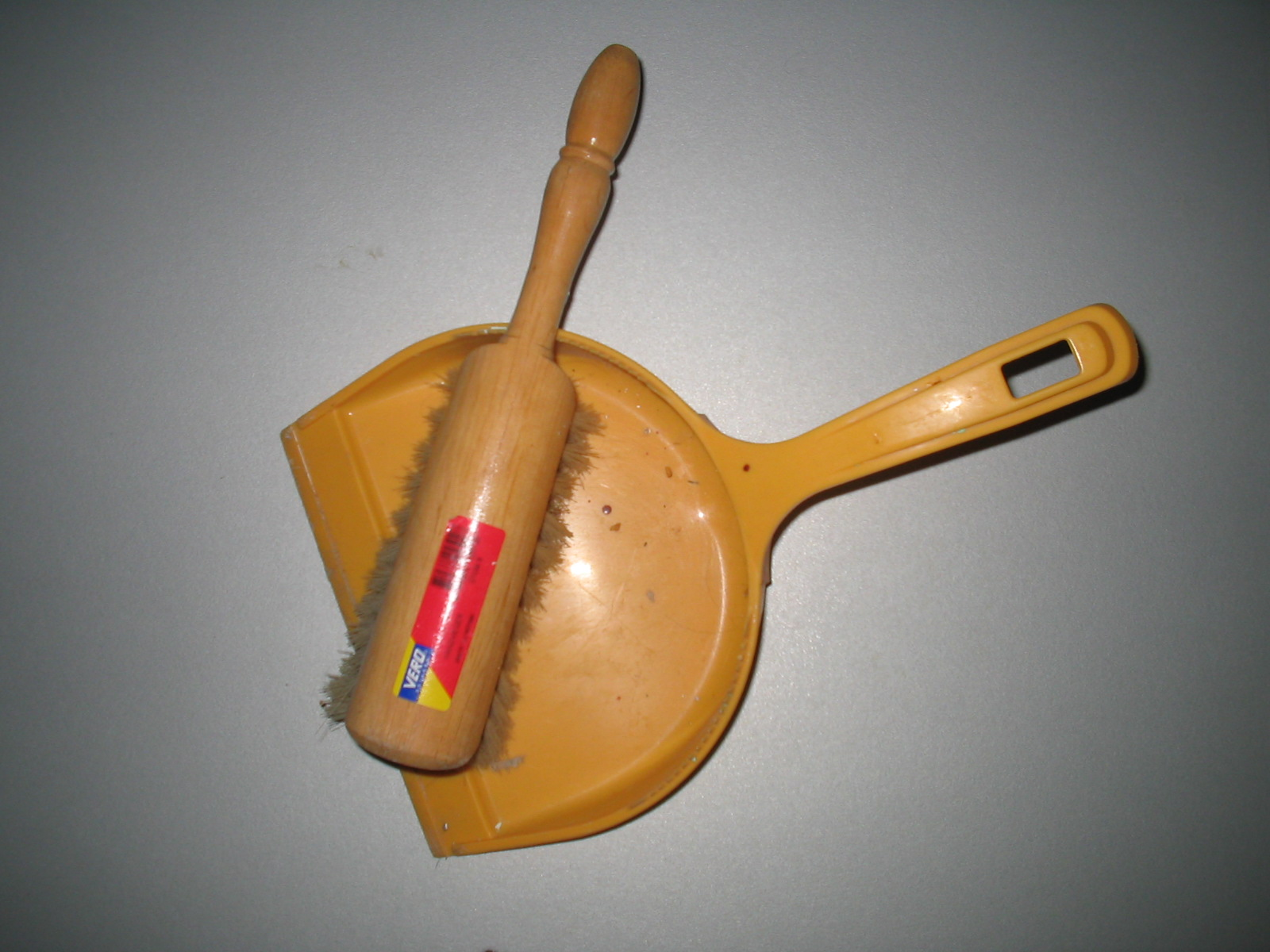
Kehrblech mit Handbesen

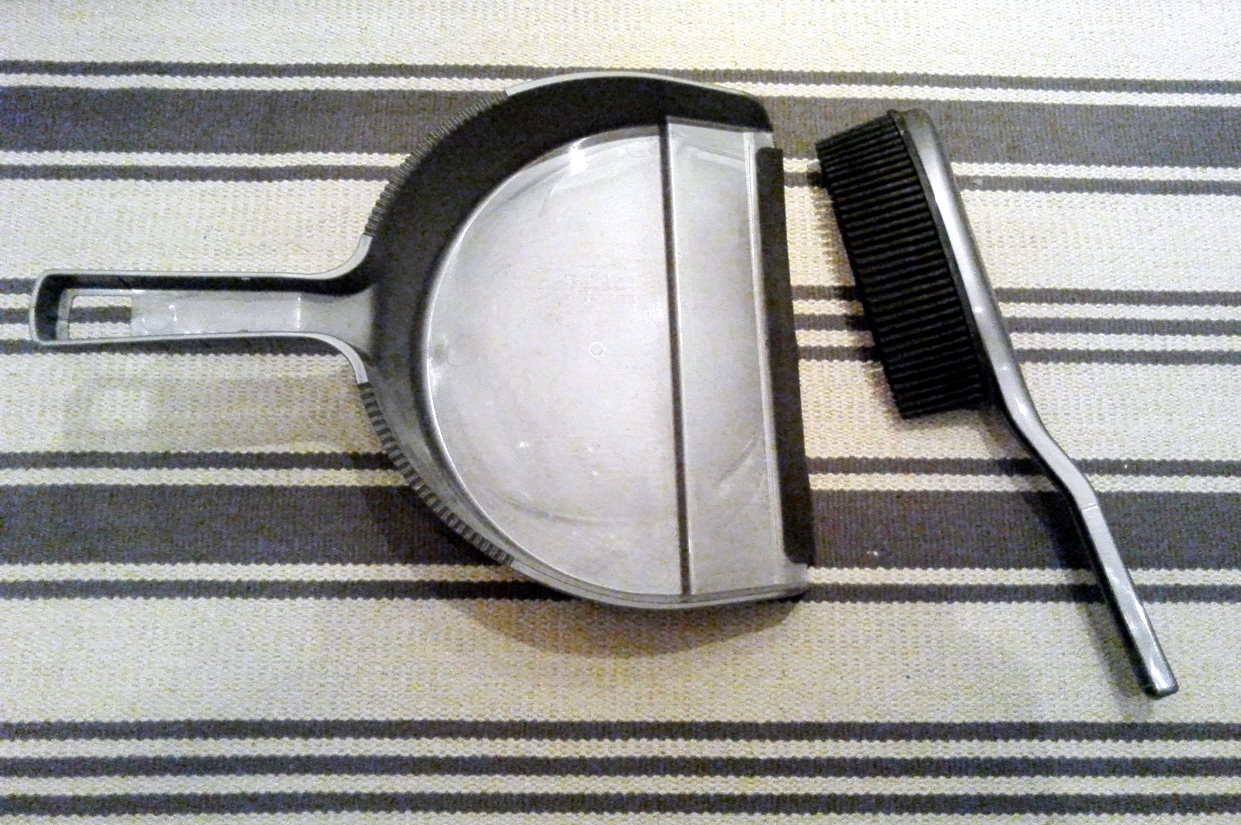
Kehrset aus Kunststoff: Handfeger mit dickeren Gummiborsten

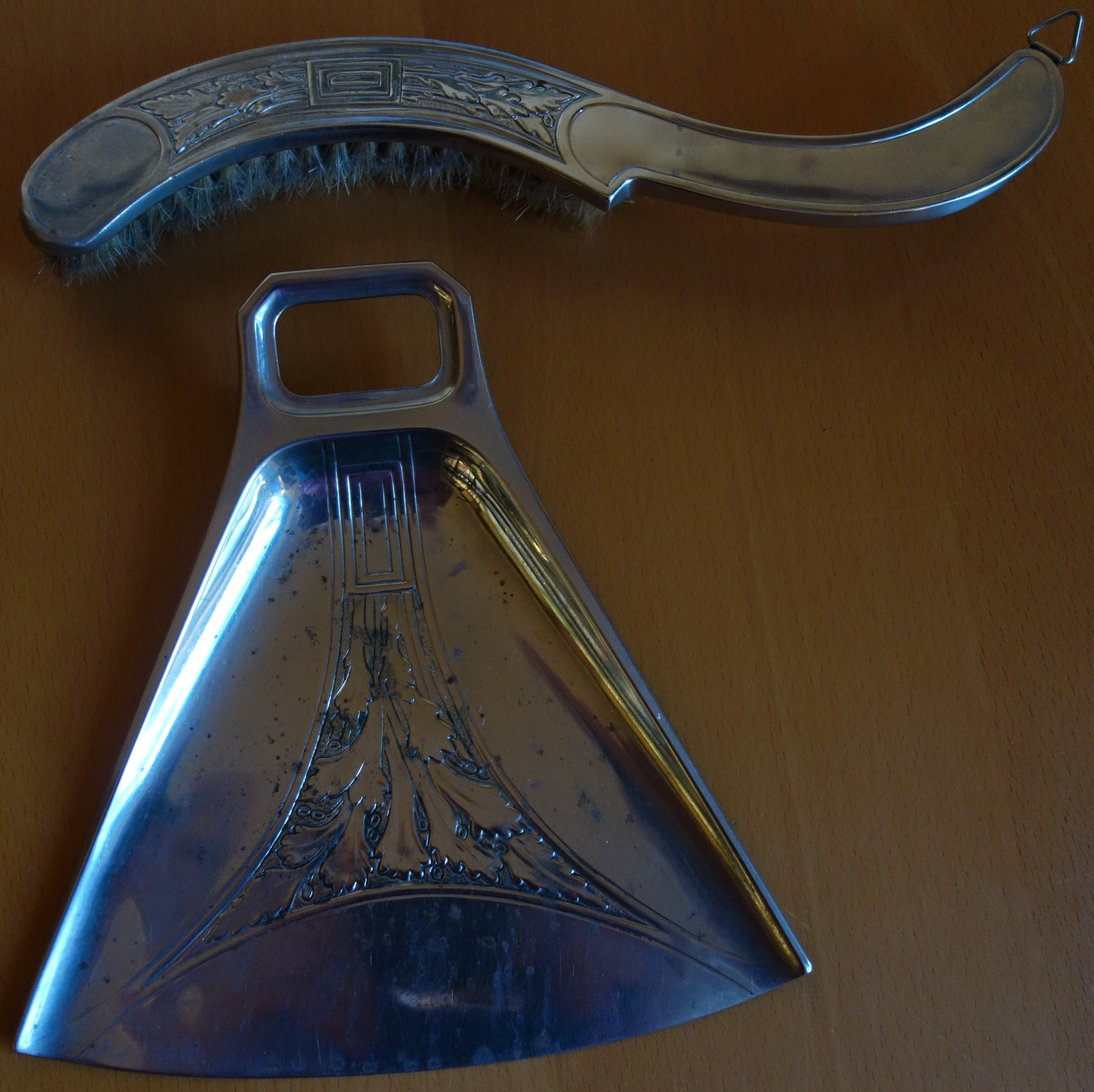
Tischkehrgarnitur (Jugendstil) mit Krümelbesen und Krümelschaufel

Ein Handbesen (auch Handfeger, Kehrbesen, Kehrbeselchen, Kehrwisch, Bartwisch, Handeule, Eule) ist ein Gebrauchsgegenstand, mit dem der zuvor mit einem Besen durch Kehren (auch Fegen) zusammengebrachte Kehricht (bestehend aus Schmutz und Abfall) auf die Kehrschaufel (auch der Aufnehmer [norddeutsch], das Kehrblech, die Kutterschaufel) verbracht wird.

## Beschreibung
Ein Handbesen besteht aus einem kurzen Stiel, der an einem Riegel befestigt ist oder in diesen übergeht. Am Riegel sind Borsten oder Pferdehaar befestigt. Die Gesamtlänge des Handbesens beträgt für gewöhnlich etwa 30 cm.
Riegel und Griff können aus Holz, Metall oder Kunststoff bestehen. Die Griffzone kann mit Kunststoff überzogen, mit Farbe beschichtet oder mit einem befestigten Metallteil versehen sein. Riegel und Griff können aus verschiedenen Materialien bestehen. Für die Borsten werden pflanzliche, tierische oder Kunststofffasern verwendet. Es gibt auch Varianten mit dickeren Gummiborsten.

## Krümelbesen

### Tischkehrgarnitur (zweiteilig)
Ein spezieller Handbesen ist ein Krümelbesen, der zusammen mit einer Krümelschaufel zum Entfernen von Krümeln auf Tischoberflächen verwendet wird. In vielen Haushalten gehörte eine solche Tischkehrgarnitur seit der Zeit um 1900 bis in die 1970er Jahre zur Grundausstattung. Sie wurde in zahlreichen Ausführungen und Materialien angeboten, z. B. aus Holz, aus verchromtem und vernickeltem Messing- oder Weißblech oder versilbert. Die Oberflächen waren glatt oder verschnörkelt gestaltet. Frühe Exemplare stammen aus den Perioden des Jugendstils und der Art déco. Später wurde auch typische Massenware u. a. in der ehemaligen auf Haushaltswaren spezialisierten Zirndorfer Metallwarenfabrik Zimmermann produziert.
Das Museum Zirndorf widmete 2009 der Geschichte der Tischkehrgarnitur eine eigene Ausstellung.

### Tischroller (einteilig)
Nach dem Prinzip eines Teppichdackels funktioniert ein Tischroller mit einer rotierenden Bürste, welche die Krümel in einen Auffangbehälter transportiert. Diese Variante war hauptsächlich in den 1950er und 1960er Jahren verbreitet.

## Zeichenbesen

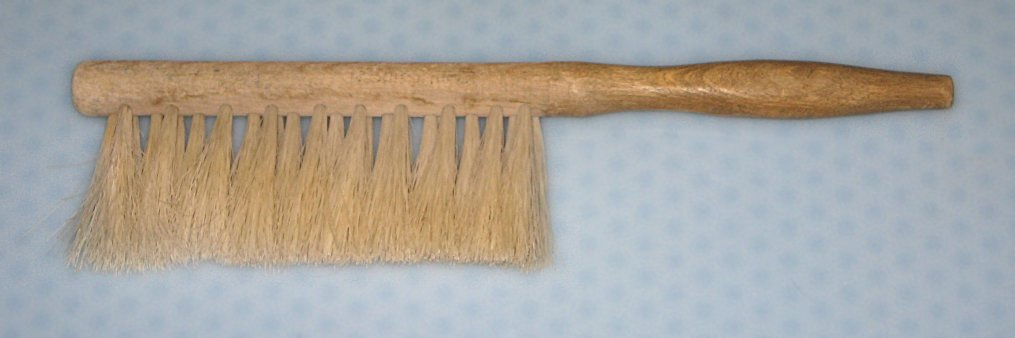
Zeichenbesen

Eine kleinere Form des Handbesens ist ein Zeichenbesen. Er wurde ursprünglich für technische Zeichner entwickelt, die damit Radiergummireste von einer Zeichnungen wischen. Man kann ihn auch zum Staubwischen einsetzen. Das Besatzmaterial Ziegenhaar ist so weich, dass Oberflächen nicht angegriffen werden.